# يولاندا من بولندا
المطوبة يولاندا من المجر/بولندا (تعرف أيضا باسم هيلين؛ عقد 1240 - 11 يونيو 1298)؛ هي ابنة السابعة لـ بيلا الرابع من المجر وزوجته ماريا لاسكارينا، هي شقيقة القديسة مارغريت والقديسة كينغا (كونيغوندا) وأيضا من عماتها القديسة فرنسيسكانية إليزابيث.

## حياتها
كفتاة صغيرة، تم إرسالها إلى بولندا لتدريسها تحت إشراف شقيقتها كينغا التي متزوجة من أحد دوقات بولندا، ومن هناك تم تشجيعها على الزواج من بولسلاف التقي الذي تم في 1257؛ وأنجبت منه ثلاثة بنات:-
- إليزابيث (1263 - 28 سبتمبر 1304)؛ تزوجت من هنريك الخامس، دوق لغنيتسا.
- جادويغا (1266 - 10 ديسمبر 1334)؛ تزوجت من فواديسواف القصير، ملك بولندا.
- آنا (1278 - ؟)؛ هي راهبة في غنيزنو.

خلال زواجها؛ قدمت يولاندا خدمات عظيمة للفقراء والمحتاجين في البلاد، وفضلاً عن كونها تعتبر أحد أكبر المتبرعين لأديرة والمستشفيات.
أعطى لها زوجها الكثير من الدعم من خلال جمعياتها الخيرية من هنا حصل على لقبها "التقي"؛ زوجها توفي في 1279.
بعد وفاة زوجها؛ تقاعدت بجانب شقيقتها كينغا وأيضا مع أحد بناتها تدعى آنا في دير أسسته شقيتها كينغا في سانديز، ولكنها أُجبرت على الرحيل بسبب النزاع المسلح في المنطقة، بحيث استطعت تأسيس دير في غنيزنو، والذي تحول إلى دير للراهبات قبيل وفاته بفترة قصيرة.